# Fredensborg
Fredensborg är en ort på norra Själland i Danmark, i Fredensborg kommun. Det är dock inte huvudort i kommunen, det är Kokkedal.
Fredensborg, som ligger vid järnvägen Lille Nord mellan Hilleröd och Helsingör, har 8 519 invånare i tätorten (2017). Orten har fått sitt namn efter Fredensborgs slott, som ligger i nordvästra delen av orten. Bostadsområdet Fredensborghusene ritades av arkitekten Jørn Utzon.
Den danska författaren Willy Breinholst är född i Fredensborg. 